# Заглемб'є (Валбжих)
ГСК «Заглемб'є» Валбжих (пол. Górniczy Klub Sportowy Zagłębie Wałbrzych) — польський футбольний клуб з міста Валбжих, заснований у 1945 році. Виступає у Класі А. Домашні матчі приймає на стадіоні «Старе Заглемб'є», місткістю 7 500 глядачів.

## Досягнення
- Перша ліга
  - Бронзовий призер:  1970/1971.

## Колишні назви
- СК «Юлія Білий Камінь»
- СК «Гурник Торез»
- ГСК «Заглемб'є Валбжих»
- ФК «Валбжих»
- ФК «Гурник Валбжих».